# Osiny (powiat grodziski)
Osiny – wieś sołecka w Polsce położona w województwie mazowieckim, w powiecie grodziskim, w gminie Baranów.
Na terenie tej wsi, około 1,1 km na północny wschód, znajdują się współrzędne środka dla Centralnego Portu Lotniczego: 52°9'N 20°29'E
W latach 1975–1998 miejscowość należała administracyjnie do województwa skierniewickiego.